# Джесика Бенджамин
Джесика Бенджамин (на английски: Jessica Benjamin) е американски психоаналитик и феминистка.

## Биография
Родена е на 17 януари 1946 година в Ню Йорк, САЩ. Получава бакалавърска степен в Уисконсинския университет в Мадисън през 1967 г., а след това и магистърска степен във Университета „Йохан Волфганг Гьоте“ във Франкфурт на Майн. Става доктор по социология в Нюйоркския университет през 1978 г. Днес тя работи към следдокторската психологическа програма в психоанализата и психотерапията на Нюйоркския университет.
Нейните ранни изследвания включват социалната структура и феминизма, а по-скоро тя е известна с опитите си да обясни класическите аспекти на психоанализата, използвайки обектните отношения, его психологията, психоанализата на отношенията и феминисткото мислене. Тя прави значителни приноси към концепцията за интерсубективността в психоанализата.